# مونتاژ (فیلم‌سازی)

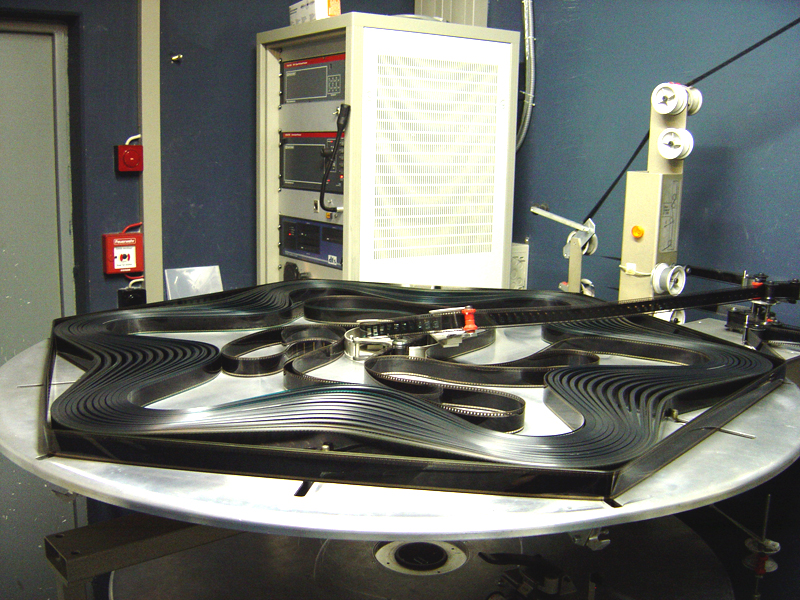
دستگاه مبدل (کاپچر - Capture)

مونتاژ (به فرانسوی: Montage-séquence)، تکنیکی در ایجاد فیلم است که یک سری تصاویر را به صورت فشرده و در یک قطعه زمانی، مکانی و اطلاعاتی مرتبط و به صورت پیوسته در کنار یکدیگر قرار می‌دهد. این عمل غالباً برای این صورت می‌گیرد تا گذر زمان در فیلم به ذهن خطور کند، البته در موارد خاصی مثل نظریه مونتاژ شوروی از مونتاژ برای تولید اشاره‌های معنایی و تداعی معنا استفاده می‌شود.
از دهه ۱۹۳۰ تا ۱۹۵۰، مونتاژ سکانس بندی شده به صورت موزیک و یک سری از جلوه‌های مجازی خاص نشان داده می‌شد (مثل محو کردن، دیزالو، دو نیم کردن پرده و نمایش دوگانه یا سه‌گانه). این کار در اکثر موارد در آن دوره توسط فردی غیر از کارگردان یا تدوین‌گر فیلم انجام می‌شد.

## مونتاژ یا تدوین
در ابتدای پیدایش، به این تکنیک که برای حذف و مرتب کردن سکانس‌ها مورد استفاده قرار گرفت، مونتاژ یا اتصال و حذف بخش‌هایی از فیلم‌های گفته می‌شد؛ ولی بعدها تدوین فیلم به معنای ایجاد ساختار مفهومی فیلم و مونتاژ به درست نمودن فیزیکی فیلم گفته شد. به فرد مونتاژکننده «مونتور» و به فرد تدوین‌کننده «تدوینگر» گفته می‌شود و ممکن است در یک فیلم، این دو کار به صورت مجزا و توسط دو نفر انجام شوند.

## پیشرفت
آرتور نایت، منتقد و تاریخ‌نگار سینما ریشه پیشرفت مونتاژ هالیوود را در تدوینگری آیزنشتاین اینگونه ریشه یابی می‌کند:
کلمه مونتاژ برای مشخص کردن برش تند و مشخص و تکان دهنده‌ای که آیزنشتاین در فیلمهایش به کار می‌برد استفاده می‌شود. این شیوه در حال حاضر به صورت «مونتاژ سکانس بندی شده» در فیلم‌های هالیوودی به صورت نمایش‌های دوگانه محو شونده، بالا آمدن سکانس خواندن یک خواننده اپرا، ویرانی یک هواپیما، ساختمان یا شهر استفاده می‌شود تا در آن تداوم زمانی احساس شود.

## مونتاژ دیالکتیکی در سینما

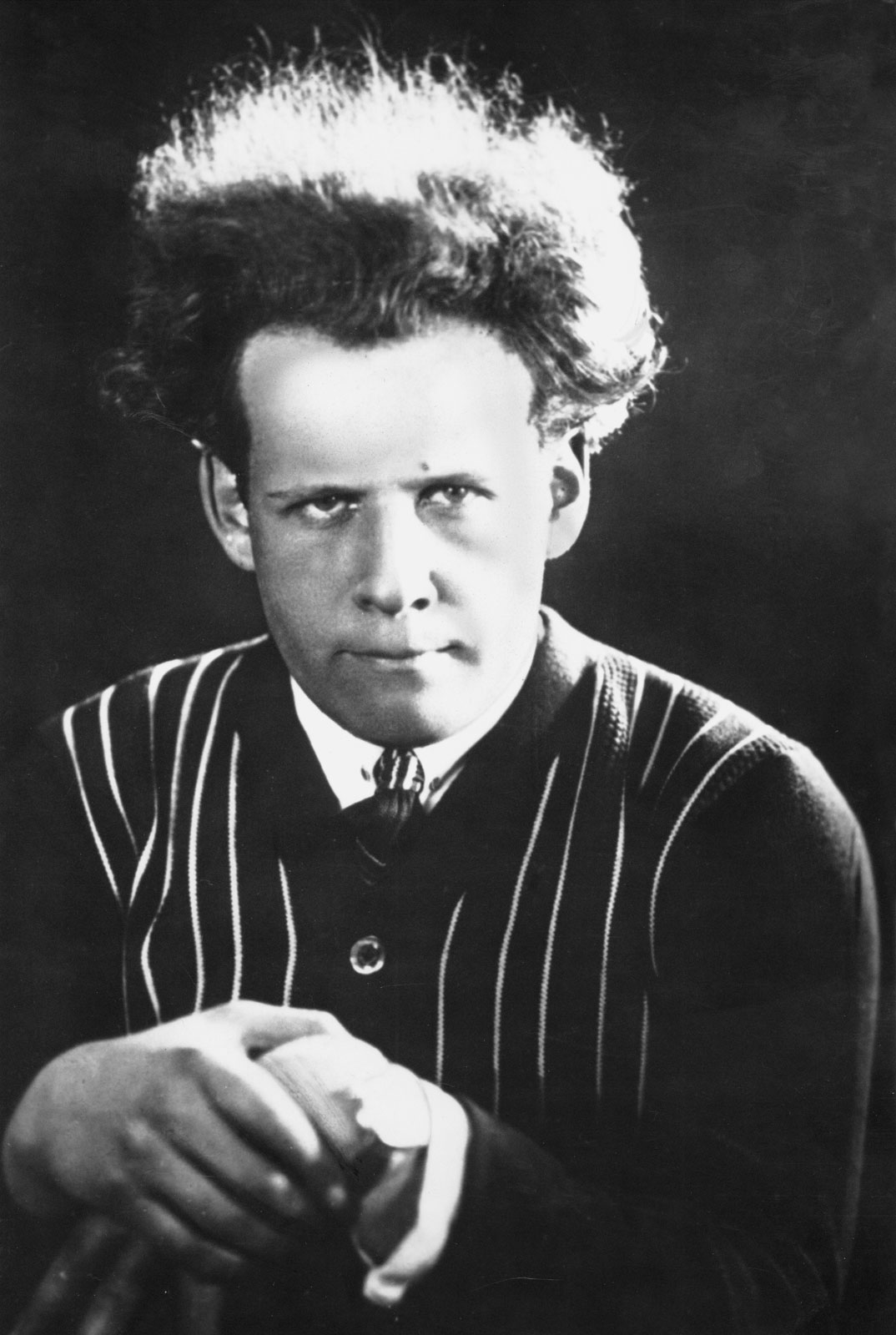
سرگئی آیزنشتاین از پایه‌گذاران مونتاژ

سناریست های اتحاد جماهیر شوروی سابق، مونتاژ را یکی از مهم‌ترین اصول زیبایی شناختی فیلم‌ها می‌دانستند. لف کولشوف فیلمساز روسی، مونتاژ را از اصول و پایه‌های اصلی سینما می‌دانست. او معتقد بود، زمانی که نماها در مونتاژ به همدیگر متصل می‌شوند، کمپوزیسیونی به مانند سایر آثار هنری به وجود می آید. سرگئی آیزنشتاین هم از این ایده بهره جست و در عین حال معتقد بود که دیالکتیک یکی از مهم‌ترین عناصر در مونتاژ است. از نظر آیزنشتاین، دو تصویر که با یکدیگر در تضاد هستند، با برش به یکدیگر پیوند خورده که در نتیجه آن یک ناهمخوانی شکل می‌گیرد که هدفش تحریک تماشاگر فیلم است. طبق این نظریه، تصاویری که ذاتاً بی تحرک اند و از لحاظ سیاسی خنثی هستند، یک محرکه سیاسی می یابند و به این ترتیب، می‌شود تماشاگر را با استفاده از این جذابیت سینمایی، تحریک، تهییج و دچار اضطراب کرد.